# Західний Минкудук
Західний Минкудук – гірничодобувне підприємство на півдні Казахстану, яке здійснює видобуток урану. 
Родовище Минкудук, яке було відкрите в 1976 році, простягнулось у широтному напрямку на кілька десятків кілометрів та ділиться на кілька ділянок. Західна частина Минкудуку у підсумку дісталась спільному підприємству «АППАК», засновниками якого виступили казахський державний концерн «Казатомпром» (49%) та японські французька корпорація AREVA (51%) та японські Sumitomo (25%) і Kansai Electric Power (10%). 
Розробка Західного Минкудуку почалась в 2008-му та ведеться з використанням методу підземного вилуговування. Проектна річна потужність рудника становить 1 тисяча тон. Товарний десорбат проходить переробку на створеному «АППАК» збагачувальному майданчику, який продукує закис-окис урану.
Станом на кінець 2021 року ресурси Торткудук оцінювались у 16,3 тисяч тон урану, а розробку планувалось вести до 2037 року.